# Aleksandr Chokhine
Pour les articles homonymes, voir Chokhine.
Aleksandr Nikolaïevitch Chokhine (en russe : Алекса́ндр Никола́евич Шо́хин), né le 25 décembre 1951 dans le village de Savinski (oblast d'Arkhangelsk) (ru), district de Plessetsk, région d'Arkhangelsk) est un homme d'État, une figure politique et publique russe. Il est président de l'Union des industriels et des entrepreneurs de Russie et membre du bureau du Conseil suprême du parti Russie unie.

## Biographie
Aleksandr Chokhine est né en décembre 1951 dans la région d’Arkhangelsk. Il est diplômé de la faculté d'économie de l'université d'État de Moscou en 1974, et docteur en sciences économiques.
De 1974 à 1987 il travaille au sein de plusieurs Instituts de recherche liés à l'Académie des sciences de l'URSS, au Comité de planification d’État de l’URSS et au Comité de travail d’État de l’URSS.
De 1987 à 1991, il est conseiller financier du ministre des affaires étrangères, et chef du département des relations économiques internationales au ministère des affaires étrangères de l’URSS.
Entre 1991 et 1994, après l’effondrement de l’URSS et l’élection à la présidence de la fédération de Russie de Boris Eltsine, et au moment de la transition vers l’économie de marché et de la « thérapie de choc », il occupe différents postes auprès du président et au gouvernement : premier vice-Premier ministre, ministre du travail, ministre des sciences économiques, président de l’Agence russe pour la coopération internationale et le développement, et gouverneur russe au FMI et à la Banque mondiale. Il représente la Russie dans la renégociation de la dette soviétique, et dans les relations avec les pays du G7.
De 1994 à 2002, il est député de la Douma d’État, où il est premier vice-président, chef du groupe du parti « Notre maison la Russie », et président du comité de la Douma sur les Institutions de crédit et les marchés financiers.
En 2005, Aleksandr Chokhine est élu président de l’Union russe des industriels et des entrepreneurs. Il est nommé également à la Chambre sociale, où il préside la commission pour la compétitivité, le développement économique et les questions d’entreprenariat.
Président du Conseil de coordination des syndicats des employeurs de la Russie, il coordonne les positions prises par ces organisations au sein de la commission tripartite russe de régulation des relations sociales et du travail.
Aleksandr Chokhine est également membre de plusieurs conseils et commissions placés auprès du président de la fédération et du gouvernement russes, dont le conseil national des qualifications professionnelles, qu’il préside.
Il est également membre de la Chambre de commerce et d’industrie France-Russie et membre permanent de la délégation russe au Conseil franco-russe économique, financier, industriel et commercial (CEFIC).
Membre de Russie unie, il participe aux commissions sur l’industrie et l’entreprenariat de son conseil suprême.
En 2021, il suggère le recours aux cryptomonnaies pour contourner les sanctions économiques occidentales. Le 24 février 2022, quand les oligarques sont convoqués par Poutine, c'est lui qui prend la parole en tant que président de l'Union russe des industriels et entrepreneurs.

## Rang diplomatique
- Envoyé extraordinaire et plénipotentiaire de 1re classe (15 février 1991)[5].

## Publications

### Travaux scientifiques
- (ru) Закономерности формирования и реализации трудовых доходов населения при социализме [« Modèles de formation et de mise en œuvre des revenus du travail de la population sous le socialisme »]  (en collaboration avec B. V. Rakitskim (Б. В. Ракитским)), Moscou, Наука,‎ 1987.
- (ru) Потребительский рынок [« Le marché du consommateur »], Moscou,‎ 1989.
- (ru) Мой голос будет все-таки услышан [« Ma voix sera toujours entendue »], Moscou,‎ 1995.
- (ru) Внешний долг России [« La dette extérieure de la Russie »], Moscou,‎ 1997.
- (ru) Пенсионная реформа: современное состояние и проблемы реформирования [« Réforme des retraites: situation actuelle et problèmes »], Moscou, Высшая школа экономики,‎ 1997.

### Interviews
- Nous avons pris le plus de pouvoir possible. Partie 1, partie 2 (conversation avec P. O. Aven et A. R. Kohom)
- Héros du travail capitaliste. Partie 1, partie 2 (entretien)